# John Beck
Pour l’article homonyme, voir Pasteur John Beck.
John Beck est un acteur américain, né le 28 janvier 1943 à Chicago dans l'État de l'Illinois, (États-Unis). Il a joué dans Dallas. 

## Filmographie

### Cinéma
- 1966 : Cyborg 2087 de Franklin Adreon : Skinny
- 1968 : Three in the Attic (en) de Richard Wilson : Jake
- 1971 : L'Homme de la loi (Lawman) de Michael Winner : Jason Bronson
- 1971 : Mrs.Pollifax-Spy (en) de Leslie H. Martinson : Lulash
- 1973 : Nightmare Honeymoon d'Elliot Silverstein : Lee
- 1973 : Pat Garrett et Billy le Kid de Sam Peckinpah : Poe
- 1973 : Le Coq du Village (en) (Paperback Hero) de Peter Pearson : Pov
- 1973 : Woody et les Robots (Sleeper) de Woody Allen : Erno Windt
- 1975 : Rollerball de Norman Jewison : Moonpie
- 1976 : Intervention Delta (Sky Riders) de Douglas Hickox : Ben
- 1976 : Le Bus en folie de James Frawley : Shoulders O'Brien
- 1977 : Audrey Rose de Robert Wise : Bill Templeton
- 1977 : De l'autre côté de minuit (The Other Side of Midnight) de Charles Jarrott : Larry Douglas
- 1990 : In the Cold of the Night de Nico Mastorakis : Rudy
- 1991 : A Climate for Killing (pt) de Joseph S. Cardone : Kyle Shipp
- 1994 : Last Time Out de Don Fox Greene et Robert Long : Joe Dolan
- 1995 : Black Day Blue Night (en) de Joseph S. Cardone : Chef Morris Reed
- 1996 : Dark Planet d'Albert Magnoli : Le général rebelle
- 1998 : A Place to Grow (en) de Merlin Miller : Paul Shuler
- 2000 : Crash Point Zero de Jim Wynorski : Dr Maurice Hunter
- 2000 : The Alternate (en) de Sam Firstenberg : Président Fallbrook
- 2003 : Timecop 2 : La Décision de Berlin de Steve Boyum : O'Rourke
- 2005 : Crash Landing de Jay Andrews : General McLaren
- 2009 : Mesmerize Me de Kate Hackett : Lawrence

### Télévision
- 1965 : Jinny de mes rêves (I Dream of Jeannie) (série télévisée) : Un sergent
- 1969 : Mannix (série télévisée) : Boyes
- 1969 : The Silent Gun (Téléfilm) : Billy Reed
- 1969 : La Nouvelle Équipe (The Mod Squad) (série télévisée) : Bill
- 1969-1970 : Bonanza (série télévisée) : Luke
- 1970, 1971 et 1975 : Gunsmoke (série télévisée) : Albert Vail
- 1971 : Dan August (série télévisée) : Steve Phipps
- 1971 : Lock, Stock and Barrel (Téléfilm) : Micah Brucker
- 1971 : Mission Impossible (série télévisée) : John Hecker
- 1971-1972 : Nichols (série télévisée) : Ketcham
- 1974 : Sidekicks (en) (Téléfilm) : Luke
- 1974 : The Law (Téléfilm) : Gene Carey
- 1976 : The Cell of the Wild (Téléfilm) : John Thornton
- 1978 : The Time Machine (en) (Téléfilm) : Neil Perry
- 1978 : Détroit : Peter Flodenhale
- 1979 : Buffalo Soldiers (Téléfilm) : Col. Frank "Buckshot" O'Connor
- 1981-1982 : Flamingo Road (série télévisée) : Sam Curtis
- 1982 : Matt Houston (série télévisée) : Dandy Randy Haines
- 1982-1986 : Dallas (série télévisée) : Mark Graison
- 1985 : Peyton Place: The Next Generation (Téléfilm) : Dorian Blake
- 1985-1986 : Hôtel (série télévisée) : Carter
- 1985-1991 : Arabesque (Murder She Wrote) (série télévisée) : Ben Olston
- 1986 : Crazy Dan (Téléfilm) : Dan Gatlin
- 1986 et 1990 : Rick Hunter (série télévisée) : Michael Hayworth
- 1986 et 1994 : Matlock (série télévisée) : Brad Bingham
- 1987 : Magnum (série télévisée) : Edward T. Durant
- 1989 : Fire and Rain (Téléfilm) : Cap. Edward Conners
- 1989-1990 : Paradise (Téléfilm) : Matthew Grady
- 1992 : Santa Barbara (série télévisée) : David Raymond
- 1993 : Diagnostic : Meurtre (Diagnosis Murder) (série télévisée) : Det. Eugene Vickers
- 1994 : Alerte à Malibu (Baywatch) (série télévisée) : Buzz Buchannon
- 1994 : Star Trek Deep Space Nine (TV) : Boone (Saison 2, épisode 25 "Tribunal")
- 1995 : Models Inc. (série télévisée) : Lyle Edwards
- 1995 : Les Anges du bonheur (Touched by an Angel) (série télévisée) : Capt. Meyers
- 1997 : Steel Chariots (Téléfilm) : Dale Tucker
- 2000 : Offensive pour un flic (Militia) (Téléfilm) : Dep. Dir. Anderson
- 2001 : Invisible Man (The Invisible Man) (série télévisée) : Forrester Purdue
- 2001-2003 : Passions (série télévisée) : Bruce
- 2002 : Project Viper (Téléfilm) : Simpkins